# Myrmarachne alticeps
Myrmarachne alticeps este o specie de păianjeni din genul Myrmarachne, familia Salticidae. A fost descrisă pentru prima dată de Thorell, 1890. Conform Catalogue of Life specia Myrmarachne alticeps nu are subspecii cunoscute.